# Poienarii Burchii (gmina)
Poienarii Burchii – gmina w Rumunii, w okręgu Prahova. Obejmuje miejscowości Cărbunari, Ologeni, Piorești, Podu Văleni, Poienarii Burchii, Poienarii Vechi, Poienarii-Rali i Tătărăi. W 2011 roku liczyła 5163 mieszkańców.